# Наваровский, Ласло
Ласло Наваровский (венг. Navarovszky László; 3 апреля 1933, Будапешт — 17 января 1996, там же) — венгерский шахматист, международный мастер (1965).
В составе сборной Венгрии участник 2-х командных чемпионатов Европы (1961—1965). Оба раза команда завоёвывала бронзовые медали. В 1965 году Л. Наваровский также выиграл «серебро» в индивидуальном зачёте.
Председатель Венгерской шахматной федерации (1968—1979).

## Изменения рейтинга
| Графики недоступны из-за технических проблем. См. информацию на Фабрикаторе и на mediawiki.org. |